# Сафаров, Байрам Асад оглы
Байрам Асад оглы Сафаров (азерб. Bayram Əsəd oğlu Səfərov) — глава исполнительной власти Шушинского района Азербайджана (с 27 февраля 2009 года), руководитель Азербайджанской общины Нагорного Карабаха (5 июля 2009 — 20 декабря 2018).

## Биография
Родился в 1951 го]у в городе Шуша. По специальности экономист.
Являлся председателем Общества потребителей, заместителем Главы исполнительной власти Шушинского района.
Занимал руководящую должность в ЗАО «Азербайджан Хава Йоллары» («азербайджанские авиалинии» «AZAL»).
27 февраля 2009 года по распоряжению Президента Азербайджана Ильхама Алиева был назначен главой Исполнительной власти Шушинского района. 5 июня 2009 года был избран председателем Общественного объединения «Азербайджанская община Нагорно-карабахского региона Азербайджанской Республики».
9 декабря 2018 года в Баку состоялся съезд азербайджанской общины Нагорного Карабаха, на котором был избран новый состав правления. В соответствии с решением съезда новым главой азербайджанской общины Нагорного Карабаха стал сотрудник МИД Азербайджана Турал Гянджалиев.